# Salesh Kumar
Salesh Kumar (28 de julio de 1981) es un futbolista fiyiano que juega como defensor en el Mangere United.

## Carrera
Debutó en 2002 en el Nadi FC, pero solo jugó dos temporadas y firmó en 2004 con el Ba FC. En 2005 llamó la atención del Waitakere United que terminó fichándolo. En 2007 el Auckland City FC lo contrató, pero solo perduró dos años allí y volvió a Fiyi en 2008 para jugar en el Lautoka FC. Sin embargo, el fútbol neozelandés lo atrajo de nuevo rápidamente y en 2009 firmó con el Papatoetoe AFC, para luego pasar al Three Kings United en 2010. Por sus buenas actuaciones el Waitakere lo contrató para afrontar la ASB Premiership 2012/13. En 2013 dejó el elenco y se incorporó al Mangere United.

### Clubes
| Club                         | País          | Año             |
| ---------------------------- | ------------- | --------------- |
| Nadi FC                      | Fiyi          | 2002 - 2003     |
| Ba Football Association      | Fiyi          | 2004 - 2005     |
| Waitakere United             | Nueva Zelanda | 2005 - 2006     |
| Auckland City Football Club  | Nueva Zelanda | 2007 - 2008     |
| Lautoka Football Association | Fiyi          | 2008 - 2009     |
| Papatoetoe AFC               | Nueva Zelanda | 2009 - 2010     |
| Three Kings United           | Nueva Zelanda | 2010 - 2012     |
| Waitakere United             | Nueva Zelanda | 2012 - 2013     |
| Mangere United               | Nueva Zelanda | 2013 - Presente |

### Selección nacional
Representando a Fiyi ganó la medalla de oro en los Juegos del Pacífico Sur 2003 y la de plata en 2007. Además, disputó la Copa de las Naciones de la OFC 2004 y 2008.